# Cykling under sommer-OL 2020 – Holdforfølgelse (herrer)
Herrernes holdforfølgelsesløb ved sommer-OL 2020 bliver afholdt i Izu Velodrome den 2. august – 4. august 2021.

## Deltagende ryttere
Der kvalificeres i alt 8 hold fra den særlige OL-rangliste, der opgøres i perioden 2018 – 2020, til at deltage i holdforfølgelsesløbet.

## Format
Holdforfølgelsesløbet bliver kørt af fire ryttere fra hver nation over tre dage på en distance af 4000 meter. Hvert løb bliver kørt med to hold på banen, som starter med en halv banelængdes afstand fra hinanden. I den indledende kvalifikation kører alle hold mod et andet hold og det er udelukkende tiden, der tæller, for at finde heat-inddelingen i 1. runde. I runde 1 mødes holdene på følgende måde i henhold til tiderne i kvalifikationen: 6-7, 5-8, 2-3 og 1-4. De fire bedste tider er herefter kvalificeret til at køre om medaljerne mens de fire dårligste tider kører indbyrdes om pladserne 5-8. Medaljerne fordeles på den måde, at de to bedste tider mødes i finalen om guld og sølv mens de øvrige to hold kører om bronzemedaljerne.

## Tidsplan
Nedenstående tabel viser tidsplanen for afvikling af konkurrencen:
| Dato      | Tid   | Runde                        |
| --------- | ----- | ---------------------------- |
| 2. august | 17:02 | Kvalifikation                |
| 3. august | 16:22 | 1. runde – Heat 1            |
| 3. august | 16:29 | 1. runde – Heat 2            |
| 3. august | 16:36 | 1. runde – Heat 3            |
| 3. august | 16:43 | 1. runde – Heat 4            |
| 4. august | 17:45 | Finale – Placering 7-8 plads |
| 4. august | 17:52 | Finale – Placering 5-6 plads |
| 4. august | 17:59 | Bronzefinale                 |
| 4. august | 18:06 | Finale                       |

## Resultater

### Kvalifikation
| Placering | Nation         | Ryttere                                                              | Tid      | Bemærkning |
| --------- | -------------- | -------------------------------------------------------------------- | -------- | ---------- |
| 1         | Danmark        | Lasse Norman Hansen Niklas Larsen Frederik Rodenberg Rasmus Pedersen | 3:45.014 | OR         |
| 2         | Italien        | Simone Consonni Filippo Ganna Francesco Lamon Jonathan Milan         | 3:45.895 | Q          |
| 3         | New Zealand    | Aaron Gate Campbell Stewart Regan Gough Jordan Kerby                 | 3:46.079 | Q          |
| 4         | Storbritannien | Ethan Hayter Ed Clancy Ethan Vernon Oliver Wood                      | 3:47.507 | Q          |
| 5         | Australien     | Kelland O'Brien Sam Welsford Leigh Howard Alexander Porter           | 3:48.448 | Q          |
| 6         | Canada         | Vincent De Haître Michael Foley Derek Gee Jay Lamoureux              | 3:50.455 | Q          |
| 7         | Tyskland       | Theo Reinhardt Felix Groß Leon Rohde Domenic Weinstein               | 3:50.830 | Q          |
| 8         | Schweiz        | Robin Froidevaux Stefan Bissegger Mauro Schmid Cyrille Thièry        | 3:51.514 | Q          |

### Runde 1
| Placering | Heat | Nation         | Ryttere                                                              | Tid      | Bemærkning |
| --------- | ---- | -------------- | -------------------------------------------------------------------- | -------- | ---------- |
| 1         | 3    | Italien        | Simone Consonni Filippo Ganna Francesco Lamon Jonathan Milan         | 3:42.307 | QG, WR     |
| 2         | 4    | Danmark        | Lasse Norman Hansen Niklas Larsen Frederik Rodenberg Rasmus Pedersen |          | QG         |
| 3         | 3    | New Zealand    | Aaron Gate Campbell Stewart Regan Gough Jordan Kerby                 | 3:42.397 | QB         |
| 4         | 2    | Australien     | Kelland O'Brien Sam Welsford Leigh Howard Luke Plapp                 | 3:44.902 | QB         |
| 5         | 1    | Canada         | Vincent De Haître Michael Foley Derek Gee Jay Lamoureux              | 3:46.769 |            |
| 6         | 1    | Tyskland       | Theo Reinhardt Felix Groß Leon Rohde Domenic Weinstein               | 3:48.861 |            |
| 7         | 2    | Schweiz        | Théry Schir Stefan Bissegger Valère Thiébaud Cyrille Thièry          | 3:49.111 |            |
| 8         | 4    | Storbritannien | Ethan Hayter Charlie Tanfield Ethan Vernon Oliver Wood               | 4:28.489 |            |

Danmark indhentede Storbritanniens hold og avancerede til guldfinalen, men noterede sig ikke en tid, da de ikke krydsede målstregen på grund af et styrt, som begge hold var involveret i. Danmark kvalificerede sig til finalen, da Danmark havde indhentet Storbritanniens tredjebagerste rytter og dermed havde indhentet Storbritannien.

### Finalerne

#### 7./8. pladsen
| Placering | Nation         | Ryttere                                                          | Tid      | Bemærkning |
| --------- | -------------- | ---------------------------------------------------------------- | -------- | ---------- |
| 7         | Storbritannien | Ethan Hayter Charlie Tanfield Ethan Vernon Oliver Wood           | 3:45.636 |            |
| 8         | Schweiz        | Robin Froidevaux Stefan Bissegger Valère Thiébaud Cyrille Thièry | 3:50.041 |            |

#### 5./6. pladsen
| Placering | Nation   | Ryttere                                                 | Tid      | Bemærkning |
| --------- | -------- | ------------------------------------------------------- | -------- | ---------- |
| 5         | Canada   | Vincent De Haître Michael Foley Derek Gee Jay Lamoureux | 3:46.324 |            |
| 6         | Tyskland | Roger Kluge Felix Groß Leon Rohde Domenic Weinstein     | 3:50.023 |            |

#### Bronzefinalen
| Placering | Nation      | Ryttere                                              | Tid | Bemærkning |
| --------- | ----------- | ---------------------------------------------------- | --- | ---------- |
| Bronze    | Australien  | Kelland O'Brien Sam Welsford Leigh Howard Luke Plapp |     |            |
| 4         | New Zealand | Aaron Gate Campbell Stewart Regan Gough Jordan Kerby | OVL |            |

#### Finalen
| Placering | Nation  | Ryttere                                                              | Tid      | Bemærkning |
| --------- | ------- | -------------------------------------------------------------------- | -------- | ---------- |
| Guld      | Italien | Simone Consonni Filippo Ganna Francesco Lamon Jonathan Milan         | 3:42.032 | WR         |
| Sølv      | Danmark | Lasse Norman Hansen Niklas Larsen Frederik Rodenberg Rasmus Pedersen | 3:42.198 |            |